# 異邦人 (映画)
『異邦人』（いほうじん、イタリア語: Lo Straniero）は、1967年製作・公開のイタリア映画。アルベール・カミュの小説『異邦人』（フランス語: L'Étranger）の映画化作品である。

## ストーリー

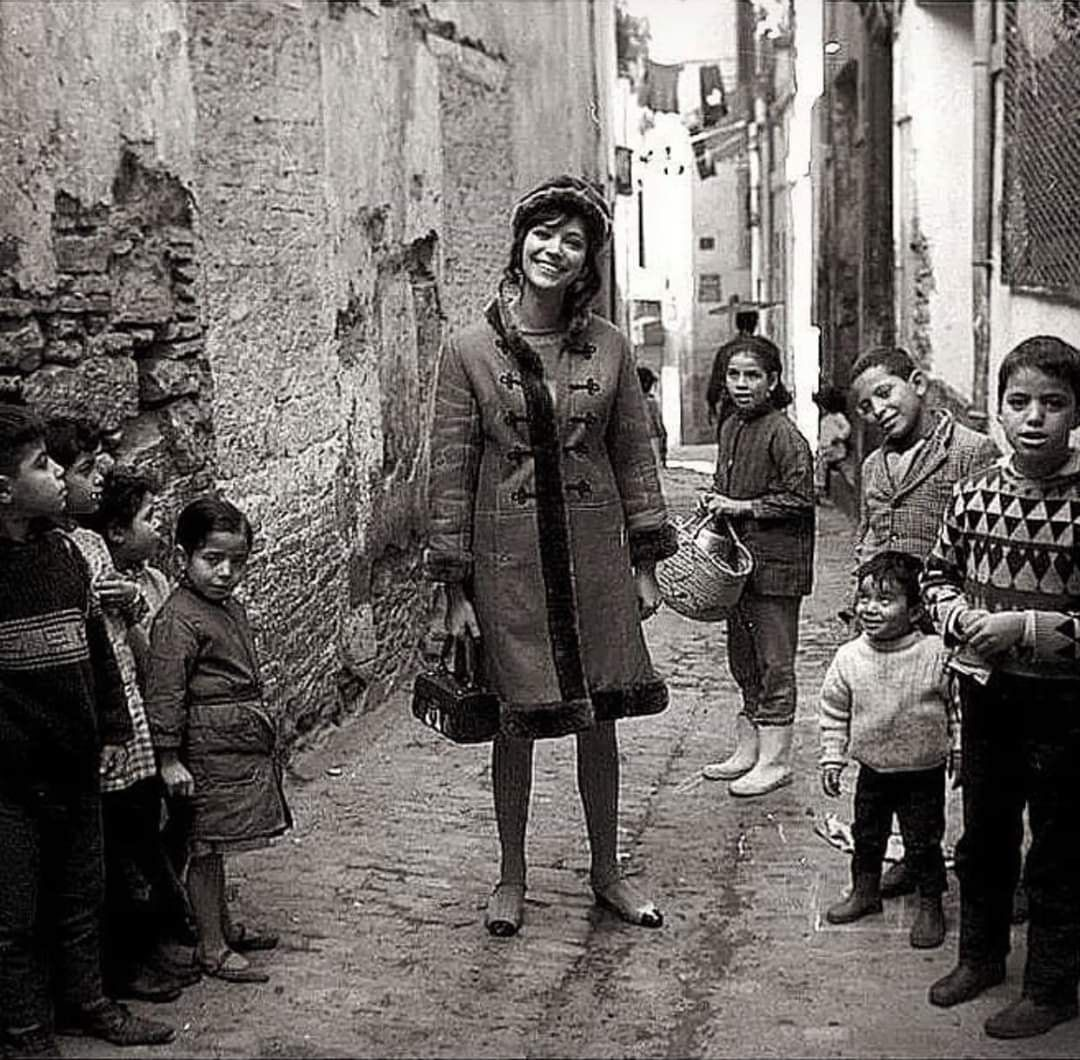
撮影現場

第二次大戦前のアルジェ。平凡な一市民であり、サラリーマンであるムルソーの母が養老院で死んだ。養老院は、アルジェから六十キロほど離れたマレンゴという町にある。暑い夜だった。ムルソーは母の遺骸のかたわらで通夜をしたが、時間をもてあまし、タバコを喫ったり、コーヒーを飲んだりした。養老院の老人たちが、悔みの言葉を述べにきたが、ムルソーには、わずらわしかった。養老院の主事が最後の対面のために棺を開けようといったがムルソーは断った。その日葬式をすませ、彼はアルジェに帰って来た。翌日はかつて同じ会社にいたタイピストのマリーと会いフェルナンデルの喜劇映画をみて一緒に帰宅した。毎日、単調な生活をくり返しているムルソーにとって、唯一の変っていることといえば、レイモン・サンテとのつきあいだ。彼は売春の仲介をやっているという噂もある評判のよくない男だが、だからといってムルソーには、この男とのつきあいをやめる理由はない。ある日、レイモンが自室でアラビア娘をなぐる、という事件が起きた。警官が来て、ムルソーはレイモンに言われた通り質問に答えた。一方、マリーはムルソーと逢びきを続けていたがある日、結婚してほしいと言った。ムルソーは、どちらでもいい、と答えるのだった。ある日曜日、ムルソーとマリーは、レイモンと一緒に彼の友人が別荘を持っている海岸に出かけた。三人が海岸を散歩している時、三人のアラビア人に会った。そのうちの一人は、かつてレイモンに殴られた娘の兄だ。けんかが始まりレイモンは刺された。ムルソーは、彼を病院に運び再び海岸にもどった。暑さが激しく、太陽がまぶしかった。そこへ再び、さっきのアラビア人がきた。ムルソーは、あずかり持っていたピストルに手をかけ、二発、三発…。太陽が、ことさらに強い、夏の日のことだった。ムルソーは捕えられた。予審判事の尋問に、ムルソーは母の死んだ日のことからすべてを正直に話した。法廷でも、葬式の翌日、喜劇映画を見たことや、マリーと遊んだことを話した。検事も陪審員も、母親の死直後の彼の行動を不謹慎と感じたのだろう。絞首刑の宣告をした。獄舎にもどったムルソーは神父の話を聞くことを拒んだ。神の言葉が一体なんなのだろう。母の死が、アラビア人の死が一体なんなのだろう。誰れもがいつかは死ぬ－－彼はそう叫んだ。ムルソーは、こうして死を受け入れることによって、自由な存在の人間になったのである。

## キャスト
| 役名               | 俳優                       | 日本語吹替                              |
| 役名               | 俳優                       | 東京12ch版                              |
| ------------------ | -------------------------- | --------------------------------------- |
| アーサー・ムルソー | マルチェロ・マストロヤンニ | 近藤洋介                                |
| マリー・カルドナ   | アンナ・カリーナ           | 上田みゆき                              |
| 弁護人             | ベルナール・ブリエ         | 島宇志夫                                |
| 予審判事           | ジョルジュ・ウィルソン     |                                         |
| 司祭               | ブリュノ・クレメール       | 嶋俊介                                  |
| 裁判長             | ピエール・ベルタン         | 松村彦次郎                              |
| レイモン           | ジョルジュ・ジェレ         | 加藤精三                                |
| 顧問弁護士         | アルフレ・アダン           | 真木恭介                                |
| マッソン           | ミンモ・パルマーラ         | 上田敏也                                |
| マッソン夫人       | アンジェラ・ルース         | 浅井淑子                                |
| 門番               | ジャック・モノー           | 国坂伸                                  |
| 不明 その他        | N/A                        | 仲木隆司 今西正男                       |
| 日本語版スタッフ   |                            |                                         |
| 演出               | 演出                       | 中野寛次                                |
| 翻訳               | 翻訳                       | 島伸三                                  |
| 効果               | 効果                       | TFC                                     |
| 調整               | 調整                       | 飯塚秀保                                |
| 制作               | 制作                       | 東北新社                                |
| 解説               | 解説                       | 南俊子                                  |
| 初回放送           | 初回放送                   | 1973年8月30日 『木曜洋画劇場』※正味92分 |